# Jota
Pour les articles homonymes, voir Jota (homonymie).
Sous-genres
Jotas del Ebro, jota montañesa, jota extremeña, jota castellana, jota catalana, jota valenciana, Isa
La jota (/ˈxo.ta/) est une danse traditionnelle espagnole répandue à peu près partout dans ce pays et apparentée au fandango. Selon la légende, elle date du XIIe siècle et aurait été inventée par le troubadour maure Aben Jot. Elle varie selon les régions, et les plus connues et les plus populaires sont la jota d'Aragon, de Castille, de Navarre, la jota montañesa de Cantabrie, celle des Asturies, celle de Galice, celles de Haute Andalousie et de Murcie.
Fréquente à la scène, la jota se chante et se danse accompagnée de castagnettes et ses interprètes revêtent pour l'occasion le costume traditionnel. Historiquement, elle se dansait à Valence pour les enterrements et en Catalogne, lors de la fête de la Saint-Jean. Cette danse est très physique car elle est rapide et ses pas sont la plupart du temps sautillants.

## Caractéristiques
Le rythme de la jota est proche du Fandango. Il est le plus souvent en 3/4, bien que certains auteurs soutiennent que le rythme 6/8 s'adapte mieux à la structure de son cycle chorégraphique. Les harmonies populaires les plus usitées sont les accords de prime, quarte et quinte majeures, avec la septième dominante. Pour les interpréter, on utilise des guitares, des bandurrias, des luths, des dulzainas et des tambours, et on y ajoute, dans les cas de la Galice, des Asturies et de la Cantabrie, des gaitas, des tambourins montagnards, des tambours et des grosses caisses.
Lors des festivals populaires, la jota se chante et se danse en costumes traditionnels et avec des castagnettes, ce qui n'est pas si courant quand elle est pratiquée comme divertissement ou danse sociale. Les pas que les danseurs exécutent ressemblent à ceux de la valse, même si dans le cas de la jota il en existe plusieurs variations. Le texte adopte le plus souvent la forme de quatrains octosyllabiques, où le premier et le troisième vers riment. Leur contenu est très diversifié, du patriotisme à la religion et la paillardise. Le chant est plus utilisé comme générateur de cohésion dans le village que les danses.
Lors d'une corrida, la jota est la musique qui accompagne le matador lorsque celui-ci a décidé de banderiller. Elle est alors rythmée par les claquements de mains des aficionados. Le compositeur de musique de corrida Abel Moreno a composé un morceau en l'honneur d'un matador-banderillero portugais prodige, Victor Mendes. Très souvent joué pour les matadors-banderilleros, ce morceau a pour titre Victor el Lusitano (Victor le Portugais).

## Formes

### Jota aragonaise
La jota aragonaise est la plus connue des manifestations du folklore musical d'Aragon. Elle pourrait dater de la fin du XVIIIe siècle et aurait connu son apogée au XIXe siècle, tout en acquérant un grand essor après la Guerre d'indépendance espagnole. Sa bravoure, l'élégance de ses formes, la difficulté de ses pas de danse et sa façon particulière d'être chantée ont fait que la jota évolue et soit, depuis la fin du XIXe siècle, portée à la scène comme un spectacle. Aujourd'hui, la jota apparaît dans des films, est chorégraphiée pour de grands festivals et fait l'objet de compétitions.
Les styles de danses appelés « purs » pour avoir été conservés jusqu'à nos jours, sont ceux qui correspondent aux localités de Calanda, Alcañiz, Andorre, Albalate[Laquelle ?] et Saragosse. Mais aujourd'hui, il existe une infinité de chorégraphies modernes réalisées pour et par les groupes folkloriques. Parmi les jotas les plus populaires de ce répertoire on peut citer: Jota de San Lorenzo (Huesca), Jota vieja, Aragón tierra bravía, Gigantes y cabezudos, La Dolores (ces dernières appartenant aux Zarzuelas éponymes), la danza de la Olivera, etc.
Il existe également un nombre important de danses apparentées à la jota, dont les boléros du XVIIIe siècle. Parmi ceux-ci, on soulignera les boleros d'Alcañiz, de Caspe et de Sallent de Gállego qui, bien qu'étant aujourd'hui fort influencés par la jota, ont joui à leur époque d'une grande popularité et se dansaient accompagnées de dulzainas et de tambours, comme la Jota Hurtada de Albarracín. D'autre danses liées à la jota sont la Gitanilla d'Andorre, la Danza de Andorra, la danse des mouchoirs de Remolinos ou les danses pyrénéennes du XIXe siècle telles que le Cadril, le Villano, la Canastera ou le Tintan.
Parmi les chanteurs, on retiendra les noms de grands joteros tels que Pedro Nadal « el Royo del Rabal », Mariano Malandía « le borgne des Tenerías », Juanito Pardo, Cecilio Navarro, Jesús Gracia, José Iranzo « le Berger d'Andorre » et José Oto. Parmi les chanteuses ou joteras, on peut citer Asunción Delmás, Pilar Gascón, Jacinta Bartolomé, Pascuala Perié, Felisa Galé et Pilar de las Heras.

### Jota navarraise et de la Rioja
Au sud de la Navarre, jouxtant la jota aragonaise, on retrouve les fameuses jotas de l'Èbre. Les joteros et joteras de ce type de chants sont habillés d'un pantalon ou d'une jupe blanche, d'alpargatas blanches avec des rubans rouges, d'une ceinture rouge, d'une chemise blanche et d'un mouchoir rouge. Les paroles des chansons sont des poèmes populaires qui traitent d'amour ou d'indifférence, ou du quotidien de leurs contemporains en évoquant par exemple les vendanges ou la vie dans les campagnes.
Normalement, la partie instrumentale du morceau est jouée par une rondalla. Il existe de nombreuses écoles de jota dans la vallée de l'Èbre, qui coule en Navarre et en Rioja. La jota est aussi très populaire à Miranda de Ebro (Burgos) et il existe de nombreux concours de jota en Navarre.

### Jota montañesa
La jota montañesa est pratiquée en Cantabrie (montañes ou « montagne » étant synonyme de « cantabre »). Elle est aussi connue sous le nom de A lu altu y a lu baju. Variante d'autres jotas, la jota montañesa a sa particularité:  elle est d'une grande élégance, avec des mouvements de mains doux et ondulants, et est plus lente et solennelle que les autres. Les femmes doivent à peine bouger, et uniquement des mains, des bras et des pieds, sans ces mouvements brusques que l'on voit maintenant et qui sont propres aux autres régions de la péninsule. Elles ont aussi les yeux baissés et fixés sur les pieds de leur partenaire durant la première partie de la danse. Quand il y a plus de danseurs que de danseuses, les hommes seuls « reviennent », c'est-à-dire qu'ils entrent dans la danse et prennent la place de ceux qui étaient en train de danser, en s'interposant entre les partenaires.
La jota ne doit pas uniquement être accompagnée de panderetas. Dans la ville de Santander, elle est jouée à la gaïta. À Cabuérniga et dans le reste de la Cantabrie occidentale, la jota se joue à la gaita et au tambour, et évidemment, de façon plus moderne, au tambourin. À Carmona, les danseurs jouent du trisco, aussi appelé tarrañuela, et qui a un son similaire aux castagnettes. On appelle « triscar » les claquements de doigts, « pajariteu » le mouvement de hanches doux presque imperceptible de la dame, « rusquiu » le mouvement brusque du cavalier et « tijireta » leur jeu de pieds.

### Jota castillane
Comme expliqué ci-dessus, la jota castillane (tant de la région de Castille-et-León qu'en Castille-La Manche) est habituellement accompagnée à la guitare, à la bandurria, au luth, à la dulzaina et au tambourin. Le couple de danseurs danse en maintenant les mains au-dessus de la tête, parfois en tenant des castagnettes. La jota castillane se danse en pas sautés caractéristiques, et est plus sobre et aérée que celle d'Aragon.
La musique est fréquemment accompagnée de paroles qui tiennent comptent du nombre de couples. Celles-ci traitent en général de l'amour, des mariages (on y donne des conseils et des félicitations aux fiancés), de la vie ou de la religion, mais elles se caractérisent presque toujours par leur piquant et leur sens de l'humour. La jota de la Mancha, typique de la région, a pour caractéristique propre de se danser en ronde. Beaucoup de jotas de la Mancha sont connues sous le nom de « jotas del Mantecado » car il était fréquent de les chanter et de les danser à l'approche de la Noël.

### Jota valencienne
La jota valencienne rappelle les danses de salon par ses mouvements cadencés. Beaucoup de villages de la région ont leur propre jota, comme la valenciana, la Jota Vallera (Tavernes de la Valldigna), la cofrentina, la moixentina, del postiguet, la de Carlet o u i dos, la de Villena, de Moncada, etc.

## Compositeurs

### Compositeurs espagnols
- Francisco Tárrega (1852-1909) est un compositeur guitariste espagnol emblématique de ce style. On lui doit notamment la Gran Jota Aragonesa.

### Compositeurs internationaux
Plusieurs compositeurs non espagnols ont utilisé le style de la jota pour certaines œuvres :
- Mikhaïl Glinka, compositeur russe (1804-1857), a utilisé le style de la jota après un voyage en Espagne pour sa Jota aragonesa ;
- Franz Liszt, pianiste et compositeur d'origine hongroise (1811-1886), a écrit une jota pour piano dans sa Rhapsodie espagnole ;
- Saint-Saëns, compositeur français (1835-1921), a composé une jota pour orchestre, Jota aragonese tout comme le compositeur russe Mili Balakirev (1837-1910) ;
- Raoul Laparra, compositeur français (1876-1943), a composé un opéra intitulé La jota ;

Par ailleurs, l'humoriste français Raymond Devos a en quelque sorte[pourquoi ?] immortalisé[réf. nécessaire] la jota en France avec son sketch La Jota c'est çà[pertinence contestée].